# Iro Haarla
Iro Haarla (Tampere, 7 novembre 1956) è una pianista, arpista e compositrice finlandese.

## Biografia
È figlia dell'attore Saulo Haarla e della sua prima moglie, la cantante lirica Helena Salonius.
Alla Sibelius Academy di Helsinki, Haarla ha studiato pianoforte classico con Izumi Tateno, composizione musicale con Einar Englund e improvvisazione con Heikki Sarmanto. Inizialmente intendeva diventare una pianista da concerto, ma ha virato verso il jazz dopo aver incontrato il batterista jazz Edward Vesala nel 1978.
I due si sono sposati e rimasti insieme fino alla morte di lui nel 1999.
È diventata nota per la prima volta come arrangiatrice delle opere di Vesala per il suo ensemble "Sound & Fury". Hanno collaborato ampiamente per oltre due decenni e, in un'intervista al Washington Post del 2008, ha dichiarato che durante quel periodo non ha suonato la propria musica, ma si è concentrata totalmente nel supportare Vesala. Come parte del suo ruolo di supporto, ha anche ampliato il suo repertorio strumentale includendo tastiere, fisarmonica e soprattutto l'arpa, nella quale è completamente autodidatta.
La musica di Haarla è stata caratterizzata come "collocata a quel punto mistico a metà strada tra improvvisazione e composizione". Il suo modo di suonare il pianoforte è stato descritto come avente una qualità "senza peso, dislocata", e la sua arpa come di "delicato romanticismo".
È sposata con il bassista Ulf Krokfors.

## Discografia
- Yarra Yarra (2001), with Pertti Päivinen
- Heart of a Bird (2003)
- Northbound (2005)
- Penguin Beguine (2005), with Haarla-Krokfors Loco Motife
- The Sky Is Ruby (2007)
- Vespers (2011), with Iro Haarla Quintet
- Kolibri (2013), with Iro Haarla Sextet
- Kirkastus (2015)
- Vodjanoi (2020)